# Banc Owen (mer de Chine méridionale)
Le banc Owen (en anglais Owen Bank, en vietnamien Bãi ngầm Chim Biển,, en mandarin Àoyuán ànshā (en sinogrammes 奥援暗沙)), est un récif coralllien immergé au sud-ouest des îles Spratleys en mer de Chine méridionale,,.

## Histoire
Selon les archives, en mai 1835, le navire David Scott, commandé par le capitaine Owen, a découvert ce récif corallien. Ils ont mesuré la profondeur à plusieurs reprises, donnant des résultats d'environ 8,2 à 11 mètres, et une fois, elle a atteint près de 6,9 mètres.
Le 57e numéro de l'hebdomadaire « Army and Navy Chronicle », publié à Washington, aux États-Unis, le 4 février 1836, mentionnait : le banc a une longitude et une latitude de 8° 8/111,59 ; il faut 10 jours pour y arriver depuis Macao. Le capitaine Owen, commandant du David Scott, a découvert ce banc jusque-là inconnu le 11 mai 1835 alors qu'il faisait route de la rivière des Perles vers la Grande-Bretagne.

## Toponymie
En 1935, la Chine a annoncé le nom de Wān tān. En 1947 et 1983, la Chine a annoncé le nom Àoyuán ànshā. La littérature internationale utilise le nom Owen Bank

## Géographie
Le banc Owen est situé au sud-ouest de la mer de Chine méridionale, à 260 milles marins au sud-est du Viêt Nam continental, à 14 milles marins au nord-est du récif Bombay Castle, sud-ouest du banc Alexandra, à 25 milles marins au sud de l'île Spratley, à 52 milles marins du récif de la caye Amboyne,.

## Géologie et topographie
Le banc Owen est un groupe de récifs immergés dispersés avec des bancs de corail. Il fait 3,7 kilomètres de large et 6,4 mètres de profondeur à l'extrémité peu profonde,.

## Revendications

### Contenu des revendications
Le banc Owen est un sujet de litige entre le Viêt Nam, la Chine, Taïwan et Brunei. On ignore quel pays contrôle réellement ce banc.

### Droit public international
- Contrairement aux îles, les entités submergées ne peuvent pas revendiquer individuellement leur souveraineté, à moins qu'il ne puisse être prouvé qu'elles se trouvent dans les eaux historiques ou dans la zone économique exclusive de l'île.
- Le plateau continental ne fait pas partie du territoire national, en d'autres termes, les États côtiers n'ont pas de souveraineté sur le plateau continental. Selon l'article 77 de la Convention des Nations unies sur le droit de la mer (CNUDM) de 1982, les États côtiers n'exercent des droits souverains qu'en termes d'exploration et d'exploitation de leurs ressources naturelles. L'exercice de droits souverains par un État côtier ne doit pas causer de dommages à la navigation ou à d'autres droits et libertés d'autres États reconnus par la CNUDM. Selon l'article 79 de la CNUDM 1982, d'autres pays ont le droit d'installer des câbles et des pipelines sous-marins sur le plateau continental mais nécessitent l'accord de l'État côtier.